# Pseudopoda sinopodoides
Pseudopoda sinopodoides là một loài nhện trong họ Sparassidae.
Loài này thuộc chi Pseudopoda. Pseudopoda sinopodoides được Peter Jäger miêu tả năm 2001.